# Герб Баїї
Герб штату Баїя — геральдична емблема та один з офіційних символів бразильського штату Баїя.

## Опис
Герб " представляє фігури праці та республіки з кистьми, покладеними на щит, з якого видно моряка на носі судна, що вказує на сусідню землю (натяк на відкриття Бразилії), і має на гербі німб у вигляді зірки вгорі напис «Estado da Bahia», під щитом, на стрічці підпис «Per ardua surgo» і внизу слово «Brasil».

## Історія
Цей герб міститься в збірнику державних законів за 1891 рік.

## Геральдичний опис
Він складається з таких елементів:
- Клейнод із зіркою, яка символізує державу.
- Щит із судном із піднятим вітрилом, де моряк махає білою хусткою, а на задньому плані видно Монте-Паскоаль, місце першої візуальної реєстрації суші ескадрою Кабрала.
- Знак розрізнення з двома щитотримачами на інсигнії з девізом:

Per ardua surgo — що в дослівному перекладі означає: «Через труднощі я перемагаю» або, в реальному сенсі: перемагати, незважаючи на труднощі.
- Щитотримачі: ліворуч напівголий чоловік з кувалдою, ковадлом і колесом представляє місцеву промисловість; праворуч жінка з фригійським ковпаком (натякає на свободу), що несе прапор Баїї за масонським трикутником.